# Alan Rachins

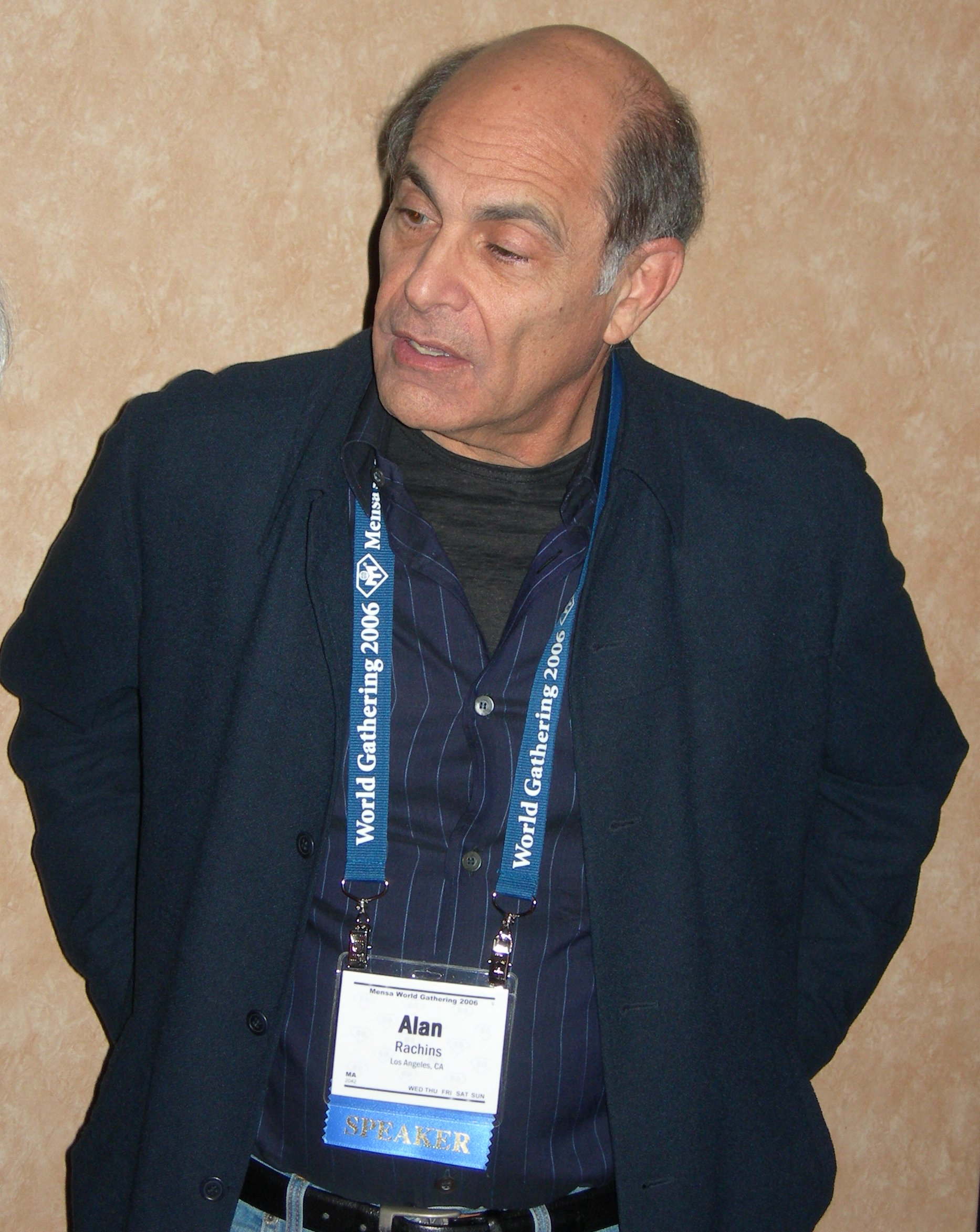
Alan Rachins (2006)

Alan Leonard Rachins (* 3. Oktober 1942 in Cambridge, Massachusetts; † 2. November 2024 in Los Angeles, Kalifornien) war ein US-amerikanischer Schauspieler.

## Leben

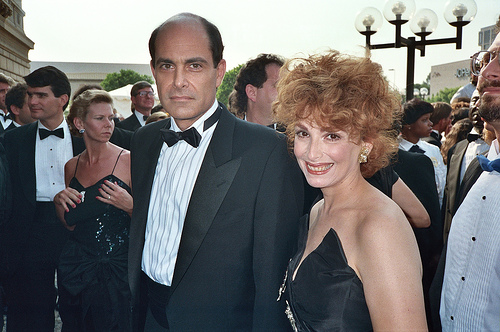
Alan Rachins und seine Ehefrau Joanna Frank (1988)

Als Schauspieler trat Rachins seit der zweiten Hälfte der 1970er Jahre in Erscheinung. Bekannt wurde er durch seine Rollen in den Fernsehserien L.A. Law – Staranwälte, Tricks, Prozesse (1986 bis 1994) als Douglas Brackman und Dharma & Greg (1997 bis 2002) als Larry Finklestein. Für Erstere erhielt er eine Golden-Globe- und eine Emmy-Nominierung. Sein schauspielerisches Schaffen umfasst mehr als 70 Produktionen.
In den 1970er und frühen 1980er Jahren schrieb Rachins Drehbücher für Fernsehserien wie Knight Rider, Hart aber herzlich, Ein Colt für alle Fälle und Quincy.
Er war mit der Schauspielerin Joanna Frank verheiratet, mit der er einen Sohn hatte. Rachins war Mitglied bei Mensa International, einem Verein für Menschen mit hohem Intelligenzquotienten. Er starb im November 2024 im Alter von 82 Jahren an Herzversagen.

## Filmografie (Auswahl)
- 1975: Die schwarze Liste (Fear on Trial, Fernsehfilm)
- 1979: Barnaby Jones (Fernsehserie, Folge 7x21)
- 1979: Dallas (Fernsehserie, Folge 2x24)
- 1979: Captain Paris (Paris, Fernsehserie, Folge 1x01)
- 1985: Für immer und ewig (Always)
- 1985: Geheimcode Charly (Thunder Run)
- 1986–1994: L.A. Law – Staranwälte, Tricks, Prozesse (L.A. Law, Fernsehserie, 171 Folgen)
- 1987: Geliebte auf Abruf (Mistress, Fernsehfilm)
- 1990: Der Chaoten-Cop (Heart Condition)
- 1990: Perry Mason und der Tod eines Idols (Perry Mason: The Case of the Silenced Singer, Fernsehfilm)
- 1991: Golden Girls (The Golden Girls, Fernsehserie, Folge 6x20)
- 1991: Geschichten aus der Gruft (Tales from the Crypt, Fernsehserie, Folge 3x13)
- 1991: Die Zerreissprobe (She Says She’s Innocent, Fernsehfilm)
- 1992: Lady Boss (Fernsehfilm)
- 1994: Star Voyager (Terminal Voyage)
- 1994: Hart aber herzlich: Dem Täter auf der Spur (Hart to Hart: Crimes of the Hart, Fernsehfilm)
- 1994: North
- 1995: Showgirls
- 1996: Poltergeist – Die unheimliche Macht (Poltergeist: The Legacy, Fernsehserie, Folge 1x17)
- 1996: Diagnose: Mord (Diagnosis: Murder, Fernsehserie, Folge 4x07)
- 1996: Superman – Die Abenteuer von Lois & Clark (Lois & Clark: The New Adventures of Superman, Fernsehserie, 2 Folgen)
- 1997: Wally Sparks – König des schlechten Geschmacks (Meet Wally Sparks)
- 1997: Die Stiefschwester (The Stepsister, Fernsehfilm)
- 1997: Stargate – Kommando SG-1 (Stargate SG-1, Fernsehserie, Folge 1x02 Der Feind in seinem Körper)
- 1997: Beaver ist los (Leave It to Beaver)
- 1997: Hier hast du dein Kind (Unwed Father, Fernsehfilm)
- 1997–2002: Dharma & Greg (Fernsehserie, 50 Folgen)
- 2001: Das 4-Pfoten-Hotel (The Retrievers, Fernsehfilm)
- 2002: L.A. Law – Der Film (L.A. Law: The Movie, Fernsehfilm)
- 2003: Just Shoot Me – Redaktion durchgeknipst (Just Shoot Me!, Fernsehserie, Folge 7x14)
- 2005: Die Liga der Gerechten (Justice League Unlimited, Fernsehserie, Folge 2x04, Stimme)
- 2005: CSI: Vegas (CSI: Crime Scene Investigation, Fernsehserie, Folge 6x03)
- 2006: Monster Night
- 2008: Eli Stone (Fernsehserie, Folge 1x06 Der Regenmacher)
- 2008–2009: The Spectacular Spider-Man (Fernsehserie, 15 Folgen, Stimme von Norman Osborn)
- 2011: Die drei Musketiere – Alle für einen und Waffen für alle! (3 Musketeers)
- 2011: Meine Schwester Charlie (Good Luck Charlie, Fernsehserie, Folge 2x29)
- 2011–2013: Rizzoli & Isles (Fernsehserie, 6 Folgen)
- 2012: Any Day Now
- 2012: American Dad (Fernsehserie, Folge 7x17, Stimme)
- 2013: The Crazy Ones (Fernsehserie, Folge 1x06)
- 2015: Mom (Fernsehserie, Folge 2x10 Neue Ziele)
- 2016–2018: General Hospital (Fernsehserie, 5 Folgen)
- 2017: The Middle (Fernsehserie, Folge 8x20 Die Freischwimmer)
- 2018: 30 Nights
- 2018: Grey’s Anatomy (Fernsehserie, Folge 15x08 Ein Sturm zieht auf – Teil 1)
- 2021: Young Sheldon (Fernsehserie, Folge 4x13 Der Greisenbus und die Vorlesung am Telefon)
- 2023: Navy CIS (Navy NCIS, Fernsehserie, Folge 20x15)